# Granadillas
Granadillas är en ort i Mexiko.   Den ligger i kommunen Lagos de Moreno och delstaten Jalisco, i den centrala delen av landet, 400 km nordväst om huvudstaden Mexico City. Granadillas ligger 1 884 meter över havet och antalet invånare är 1 293.
Terrängen runt Granadillas är en högslätt. Runt Granadillas är det ganska tätbefolkat, med 56 invånare per kvadratkilometer. Närmaste större samhälle är Lagos de Moreno, 4,5 km sydväst om Granadillas. Trakten runt Granadillas består till största delen av jordbruksmark.